# Kim Hyun-soo
Detta är ett koreanskt namn; familjenamnet är Kim.
Kim Hyun-soo, född den 12 januari 1988 i Seoul, är en sydkoreansk basebollspelare som tog guld för Sydkorea vid olympiska sommarspelen 2008 i Peking.
Kim representerade även Sydkorea vid World Baseball Classic 2009, när Sydkorea kom tvåa, och 2013. 2009 utsågs Kim till turneringens all star-lag.